# Batavia (New York)
Batavia is de hoofdstad van Genesee County, New York, Verenigde Staten. Volgens de census van 2000, heeft de plaats 16256 inwoners en 6457 huishoudens. 
De stad is vernoemd naar de Bataafse Republiek, ter ere van de Nederlandse bankiers die in 1797 een groot grondgebied in het westen van de staat New York kochten. Vier jaar later werd het in kleine stukken weer verkocht aan pioniers. Het toen gestichte stadje Batavia was vanaf 1802 het centrum van het gebied.